# 昭代 (福岡市)
昭代（しょうだい）は、福岡県福岡市早良区の町名。現行行政地名は、昭代一丁目から三丁目まで。面積は31.04ヘクタール。2022年9月末現在の人口は5,754人。郵便番号は814-0012。

## 地理
福岡市の都心部とされる中央区天神等の西南西約4.5キロメートル、早良区の北部に位置する。北で高取及び祖原と、東で曙と、南で荒江及び原と、西で藤崎と隣接する。町域内は主に住宅地として利用される。

### 河川
昭代三丁目に金屑川の支流である汐入川（準用河川）が横断している。

河川の写真
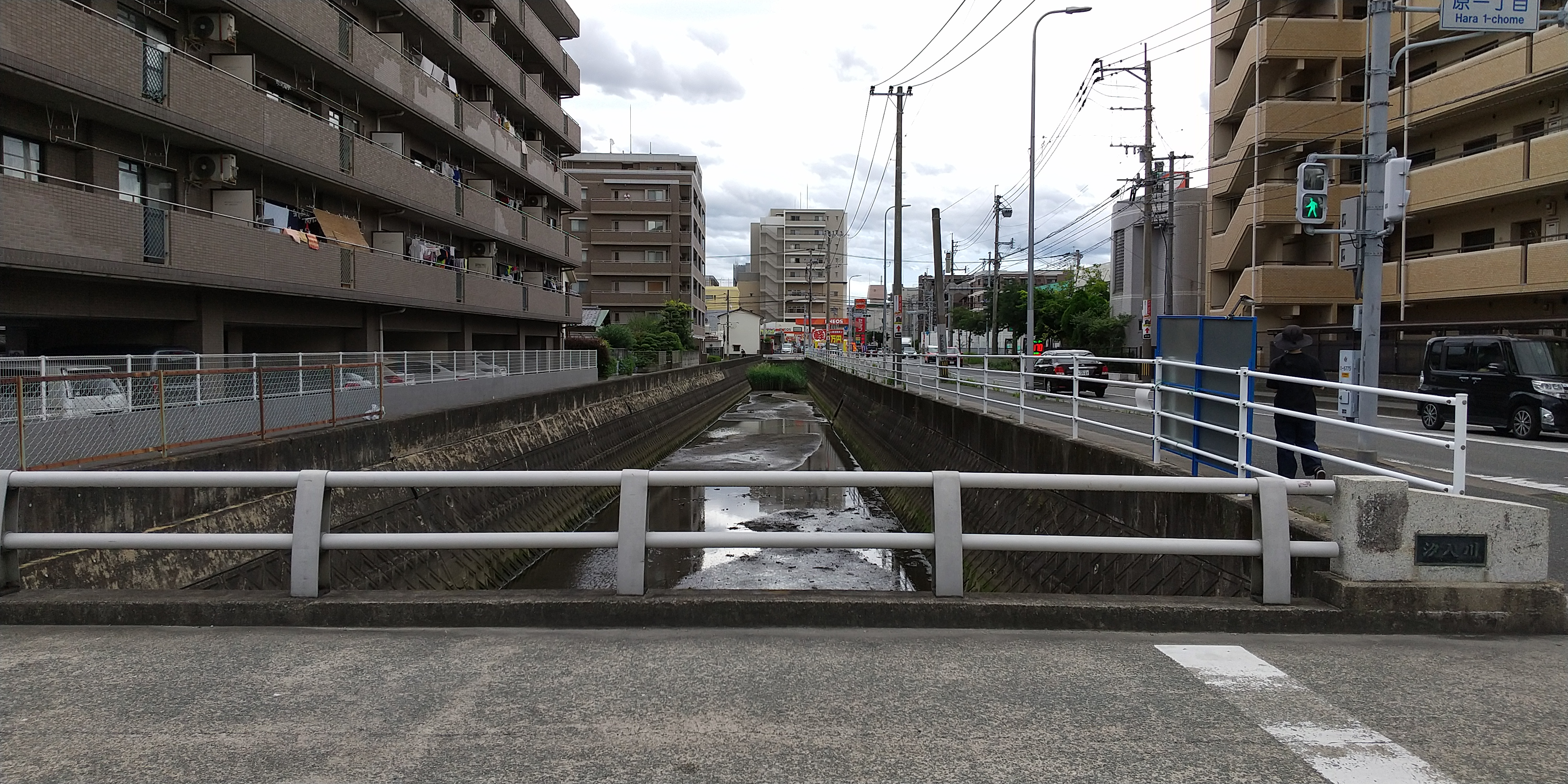
汐入川（上新開橋、原一丁目交差点付近、左：昭代、右：原）
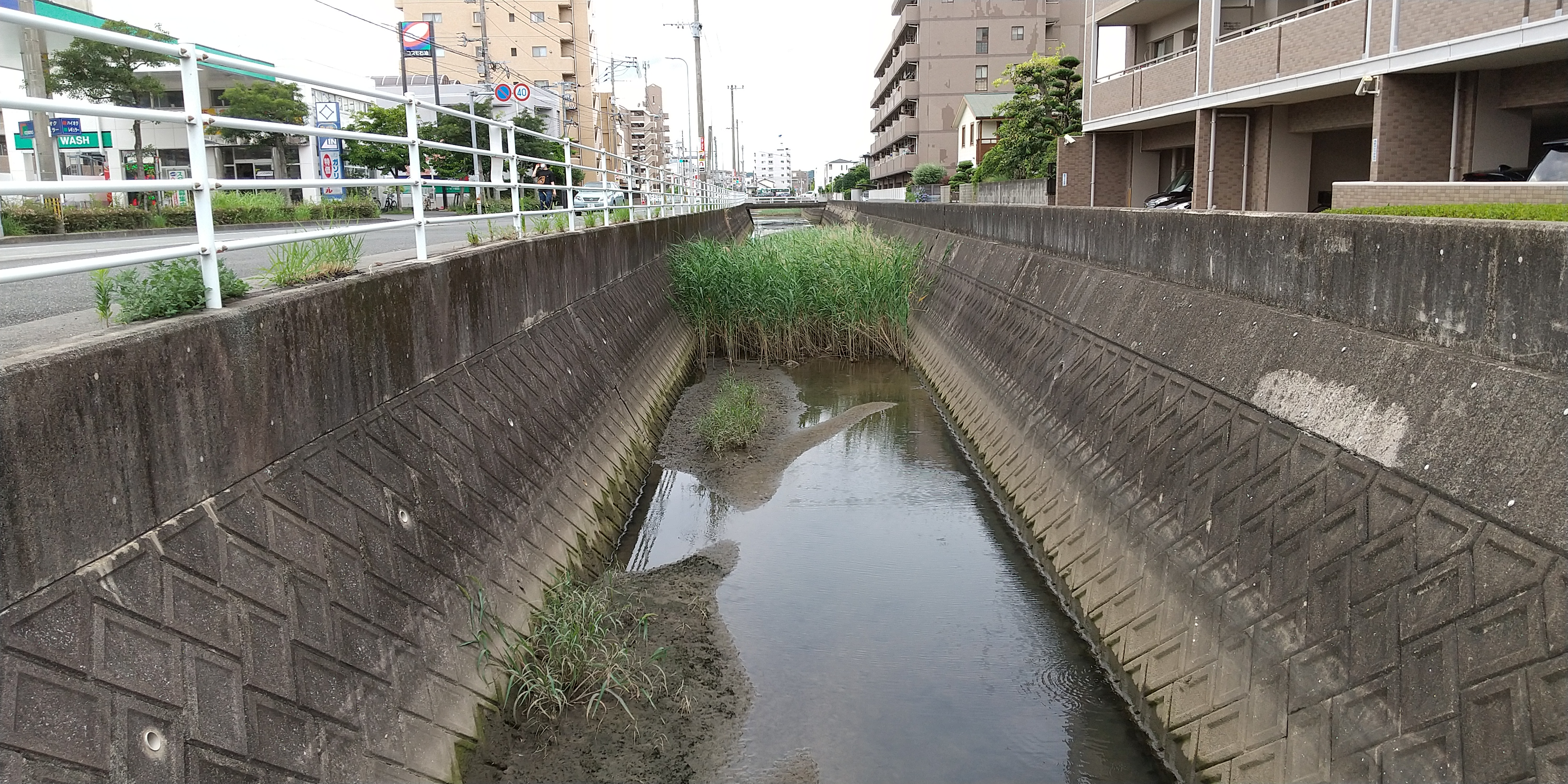
汐入川（荒江三丁目交差点付近、左：原、右：昭代）
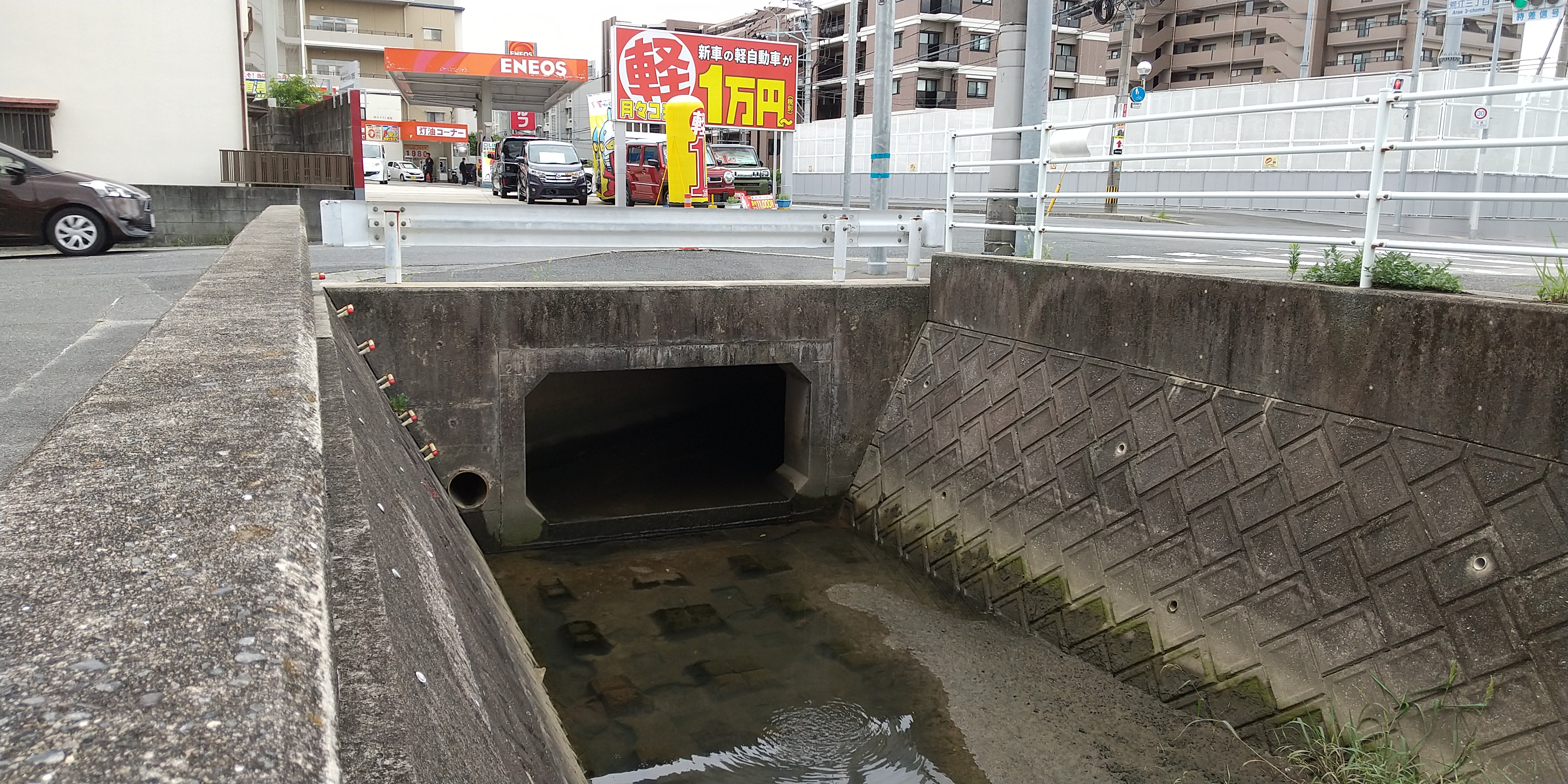
汐入川（荒江三丁目交差点付近、左：昭代、右：原）

### 都市計画
都市計画に関しては、「福岡市都市計画マスタープラン」において定められた方針については次のとおりである。交通ネットワークとして都市の骨格となる早良街道の沿道や幹線道路である鳥飼姪の浜線の沿道は、商業、業務、サービス施設や中高層住宅などが連続した「都市軸」や「沿道軸」に位置付けられている。昭代は、「西部広域拠点」（藤崎、西新及びシーサイドももちを合わせた副都心としての地域）の南側外縁部に位置し、住宅地としては、中層住宅や高層住宅で形成される「中高層住宅ゾーン」として位置づけられ、良好な住環境の保全、形成などがまちづくりの視点とされている。
用途地域は次のとおりである。東側の早良街道の道路境界線から西側概ね30メートルの範囲は近隣商業地域、これ以外の範囲は第一種住居地域に指定されている。

## 語源
昭和天皇の即位の礼と大嘗祭は1928年11月に京都で行われ、早良郡脇山村（現・早良区脇山）が主基斎田（すきさいでん：大嘗祭で献上される新米を作るための田）の地となった。同年10月には3石（約450kg）の献上米は北九州鉄道西新町駅から京都まで鉄道及び鉄道連絡船で運ばれた。献上米は昭和の御代を表す「昭代」と名付けられこの地の語源となった。西新町駅は1937年に国有化され国鉄筑肥線となると同時に西新駅へ改称された。

## 歴史
1937年に西新駅を含む駅の北側一帯（西新町・大字庄・大字原・大字荒江）が昭代町一丁目〜四丁目と改称、1969年に住居表示により昭代町一丁目〜四丁目・麁原一番丁〜四番丁・紅葉町一丁目〜三丁目が昭代一丁目〜三丁目となった。

## 人口
昭代一丁目から三丁目までを合わせた人口の推移を福岡市の住民基本台帳（公称町別）に基づき示す（単位：人）。集計時点は各年9月末現在である。
- 2001年（平成13年）：4,524
- 2002年（平成14年）：4,747
- 2003年（平成15年）：4,829
- 2004年（平成16年）：4,864
- 2005年（平成17年）：4,957
- 2006年（平成18年）：5,210
- 2007年（平成19年）：5,191
- 2008年（平成20年）：5,153
- 2009年（平成21年）：5,224
- 2010年（平成22年）：5,314
- 2011年（平成23年）：5,478
- 2012年（平成24年）：5,422
- 2013年（平成25年）：5,437
- 2014年（平成26年）：5,321
- 2015年（平成27年）：5,491
- 2016年（平成28年）：5,601
- 2017年（平成29年）：5,659
- 2018年（平成30年）：5,623
- 2019年（令和元年）：5,658
- 2020年（令和2年）：5,576
- 2021年（令和3年）：5,618
- 2022年（令和4年）：5,754

## 交通

### 道路
町域内の主な幹線道路は次の通り。
- 早良街道（旧国道263号線）
- 鳥飼藤崎線
- 鳥飼姪の浜線
- 高取飯倉線

主な幹線道路の写真
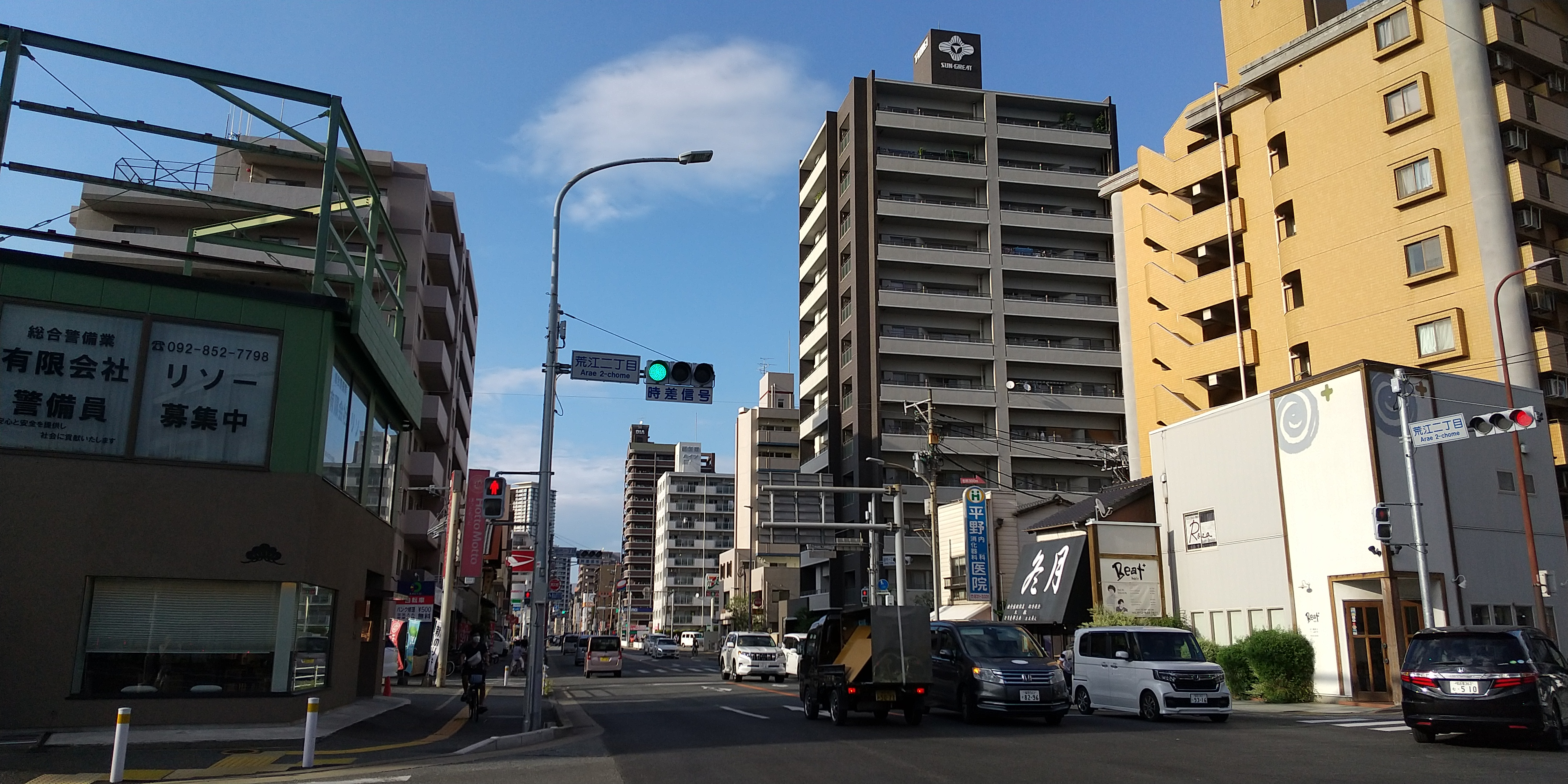
早良街道（荒江二丁目交差点付近、左：昭代、右：曙）
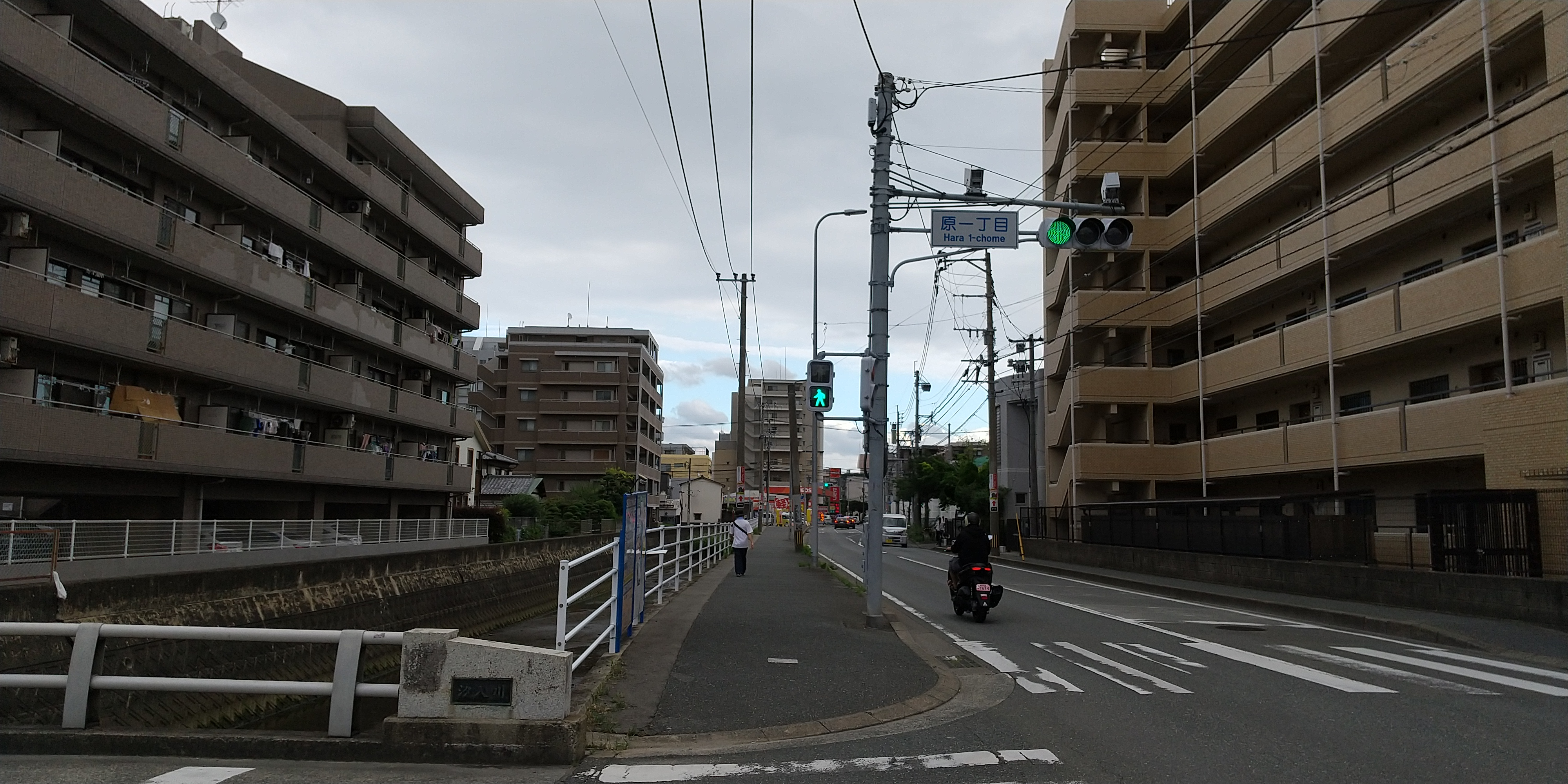
鳥飼姪の浜線（高取一丁目交差点付近、左：昭代、右：原）
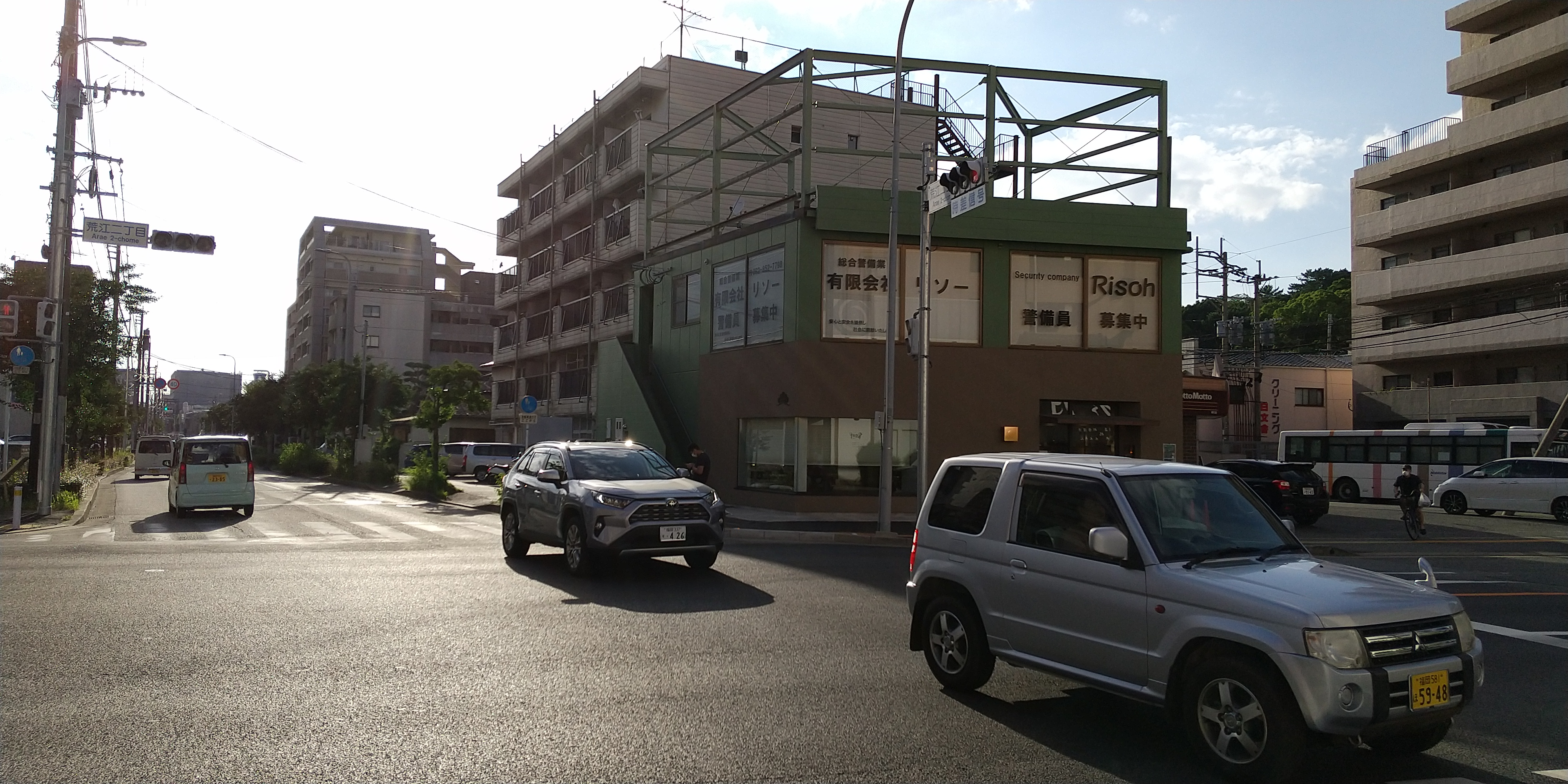
鳥飼姪の浜線（荒江二丁目交差点付近、左：荒江、右：昭代）
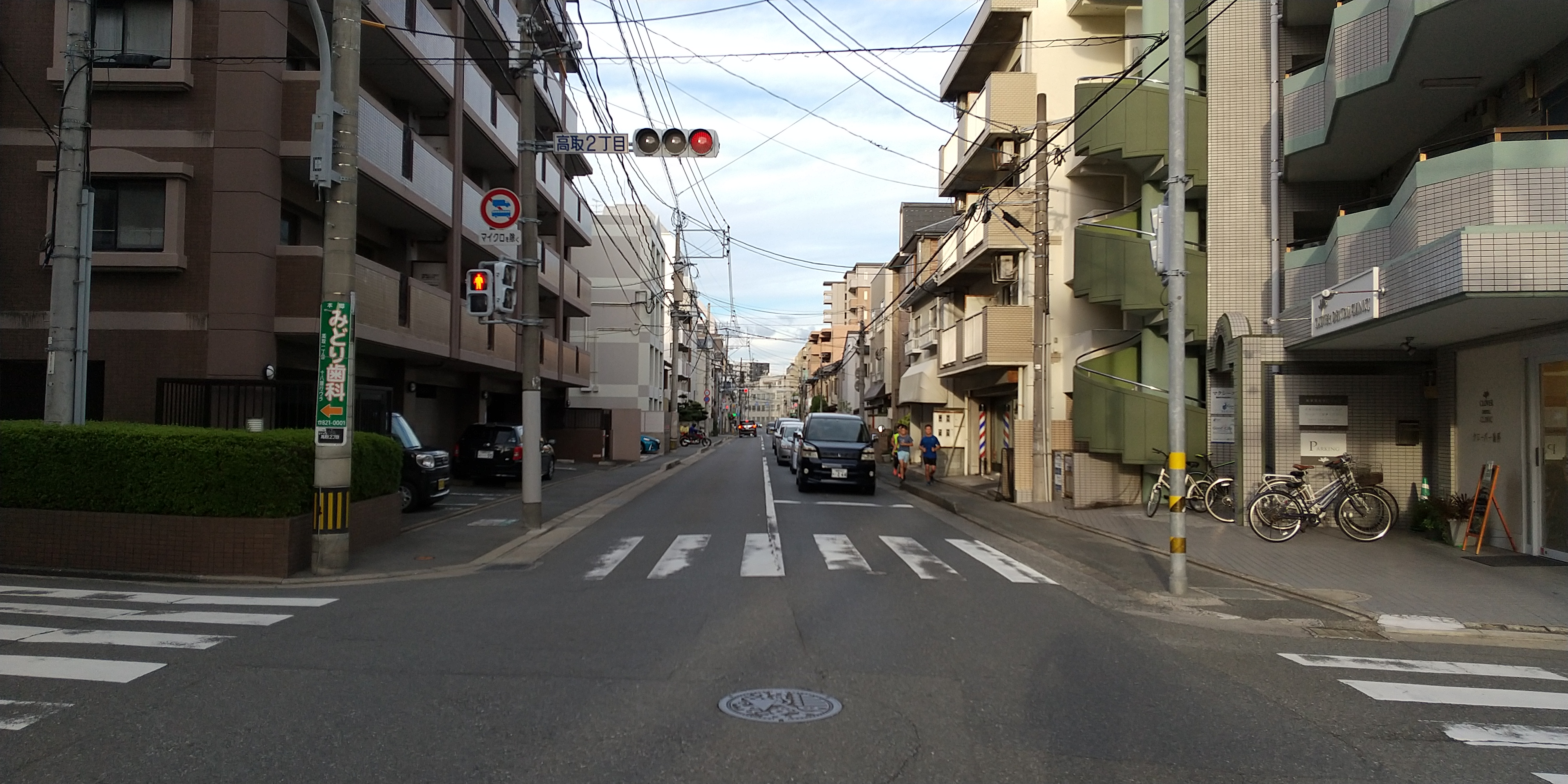
鳥飼藤崎線（高取2丁目交差点の東側、左：高取、右：昭代）
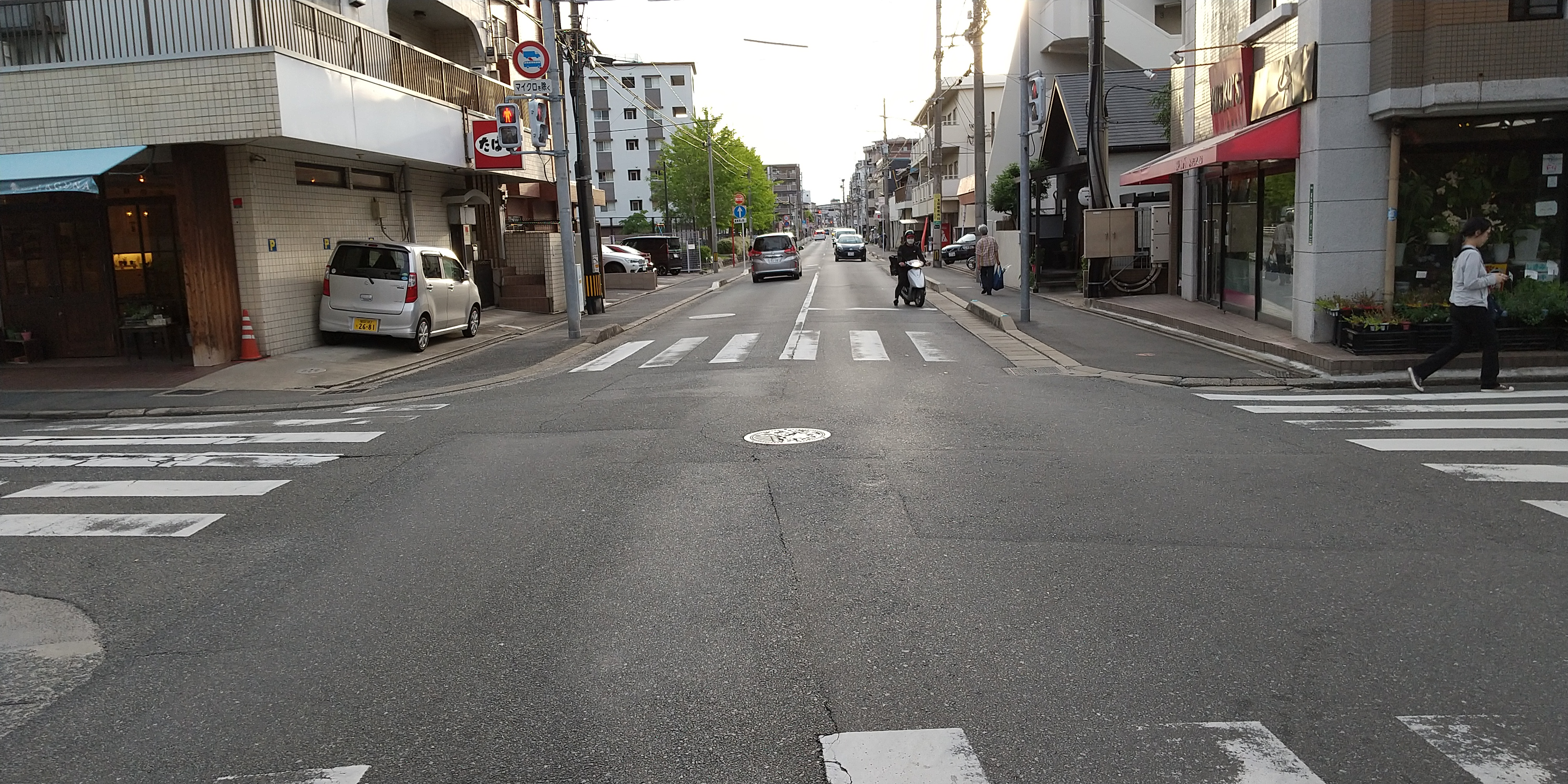
鳥飼藤崎線（高取2丁目交差点の西側、左：昭代、右：高取及び藤崎）
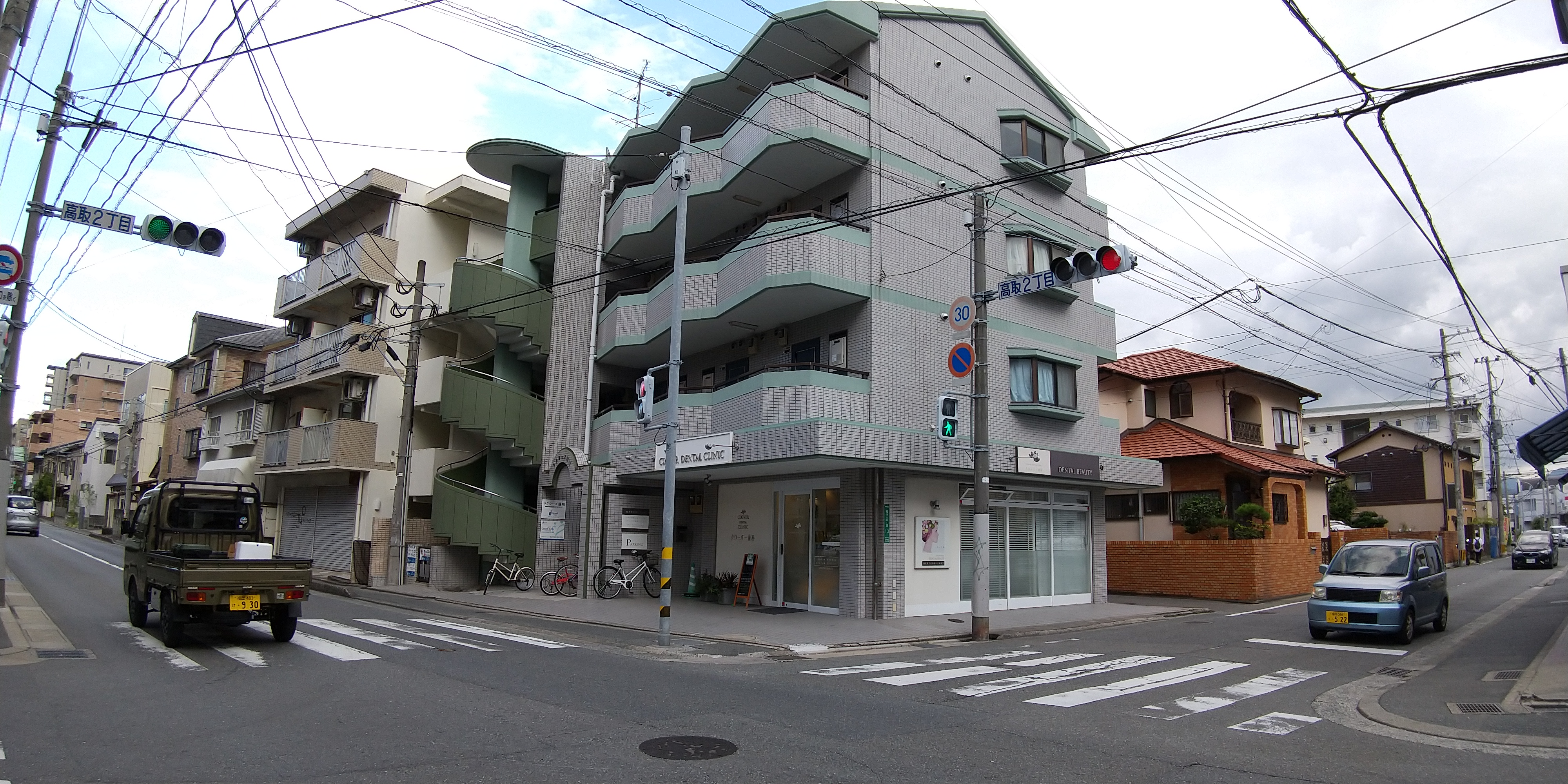
鳥飼藤崎線（高取二丁目交差点付近、右：昭代197号線）
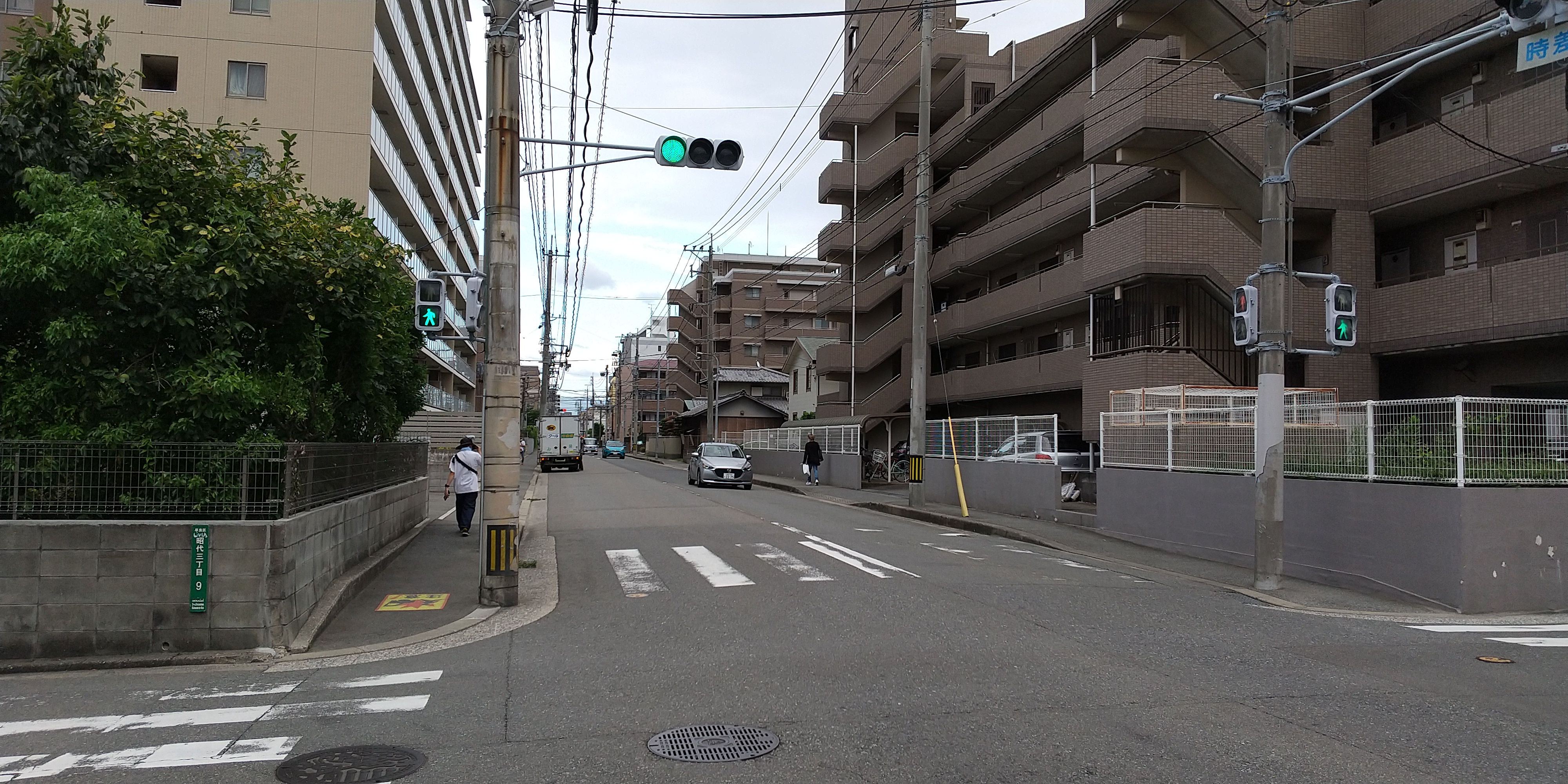
鳥飼藤崎線（南側、昭代193号線との交差点付近）
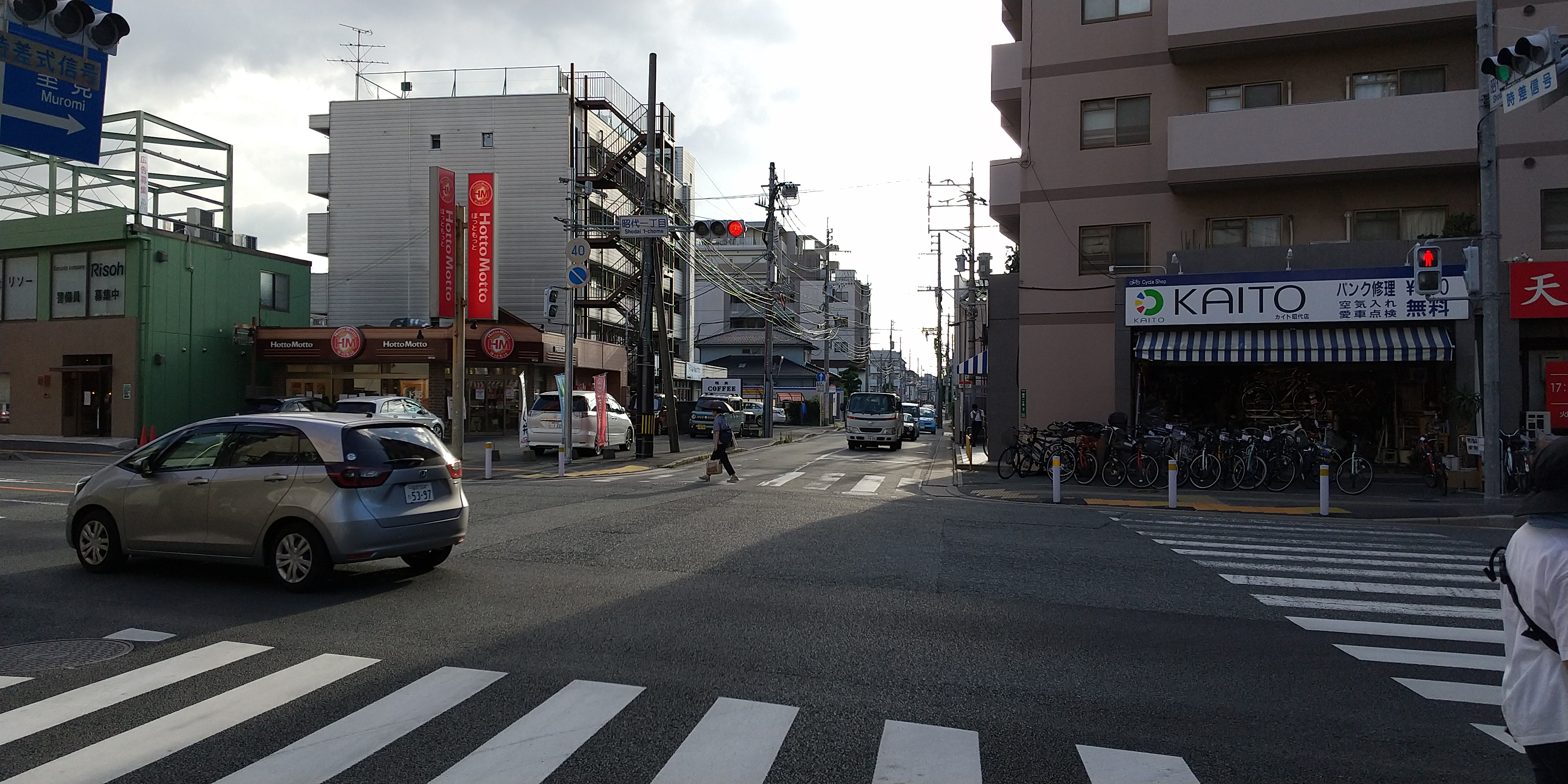
鳥飼藤崎線（南側、昭代一丁目交差点付近）
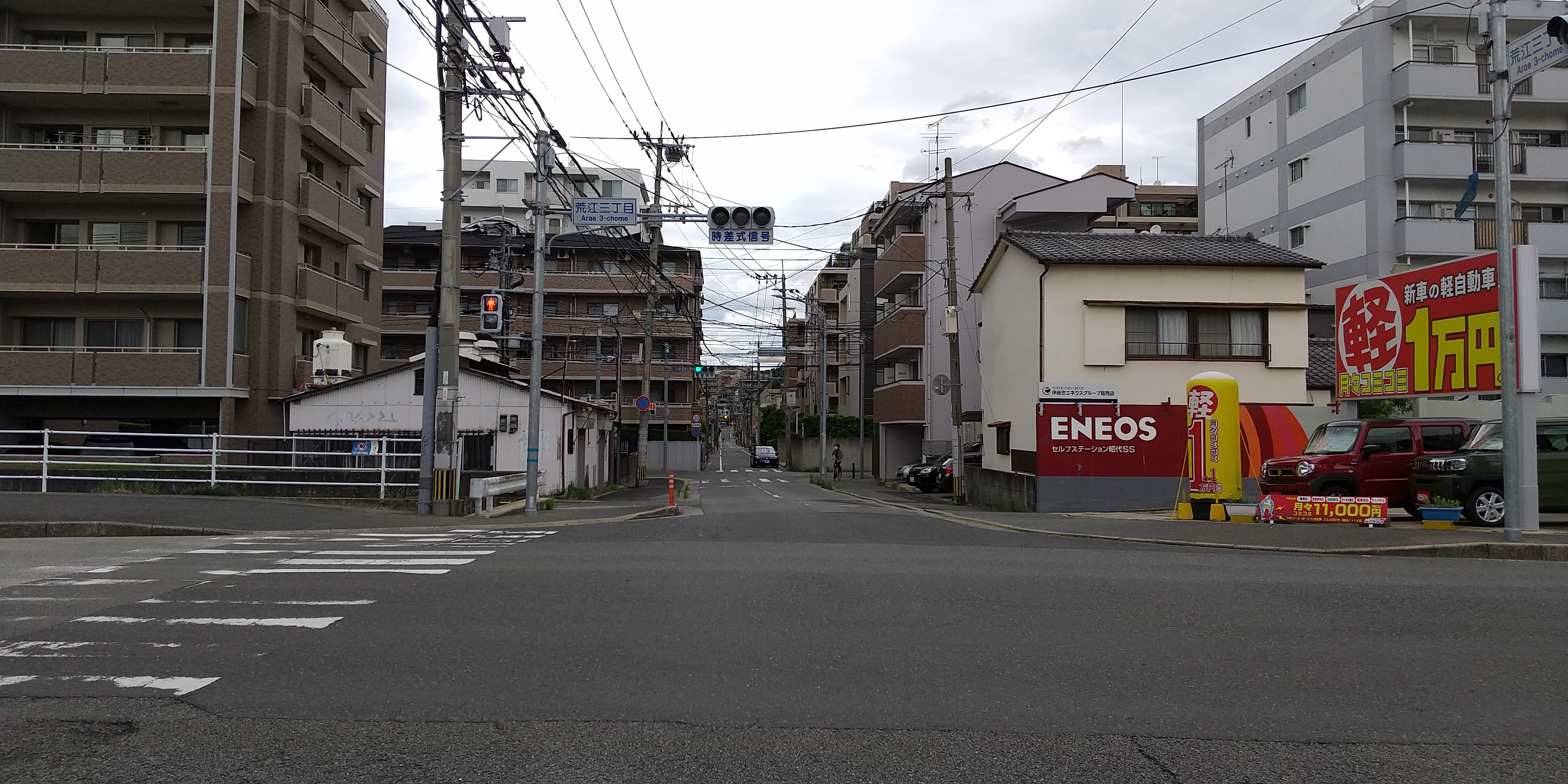
高取飯倉線（荒江三丁目交差点付近）

### 鉄道
町域内には鉄道は通っていないが、福岡市地下鉄空港線の次の駅が近い。
- 藤崎駅
- 西新駅

### バス
バスについては、西日本鉄道株式会社が運営する西鉄バスが運行しており、次の停留所がある。
- 昭代一丁目
- 昭代二丁目
- 昭代三丁目

## 施設

### 公共・公益施設
- 祖原公園[注釈 1]
- 昭代南公園[注釈 2]
- 福岡昭代郵便局[注釈 3]
- 高取保育園[注釈 4]
- 測量標（三等三角点）[注釈 5]

主な公共・公益施設の写真
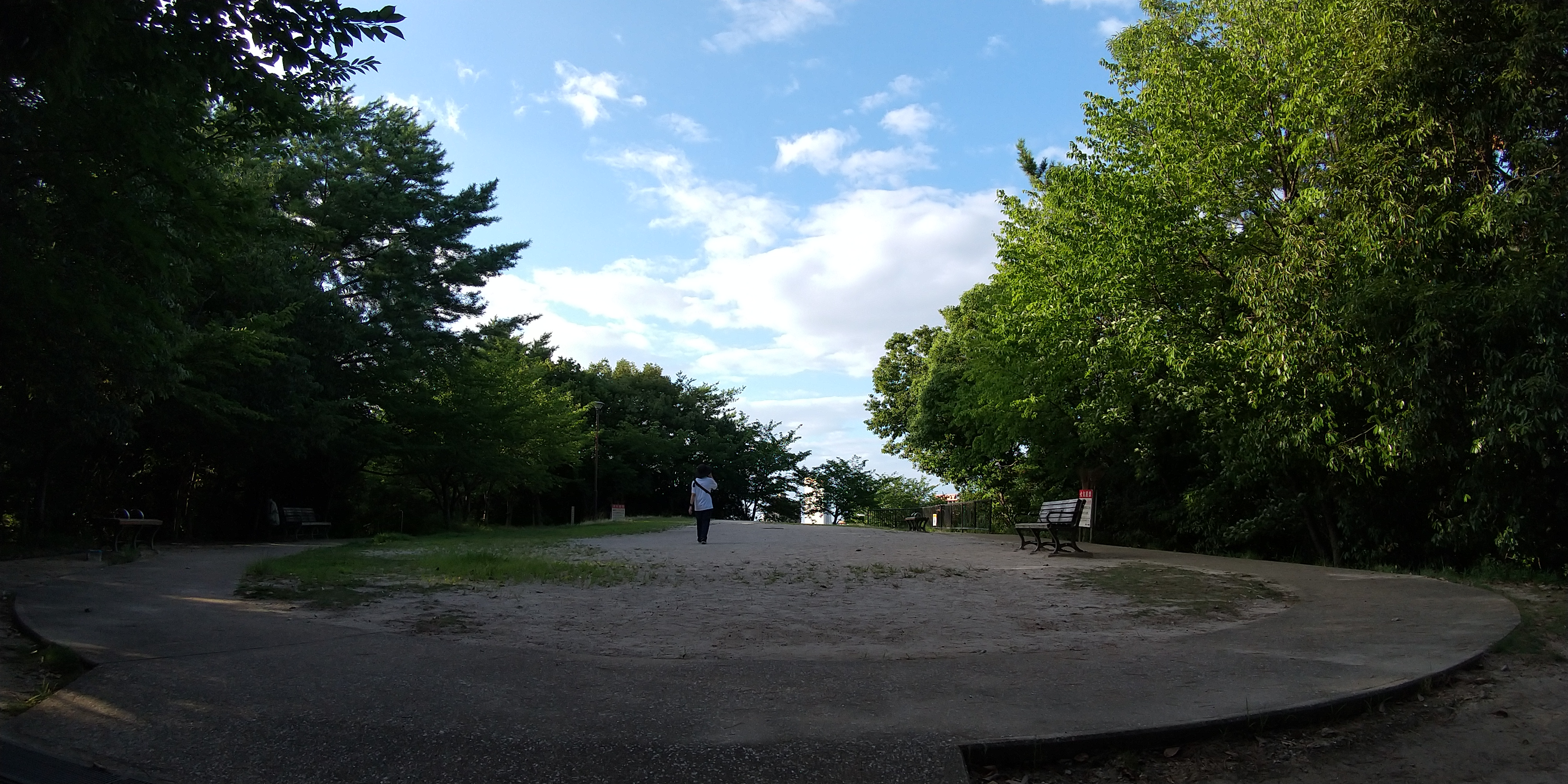
祖原公園の頂上
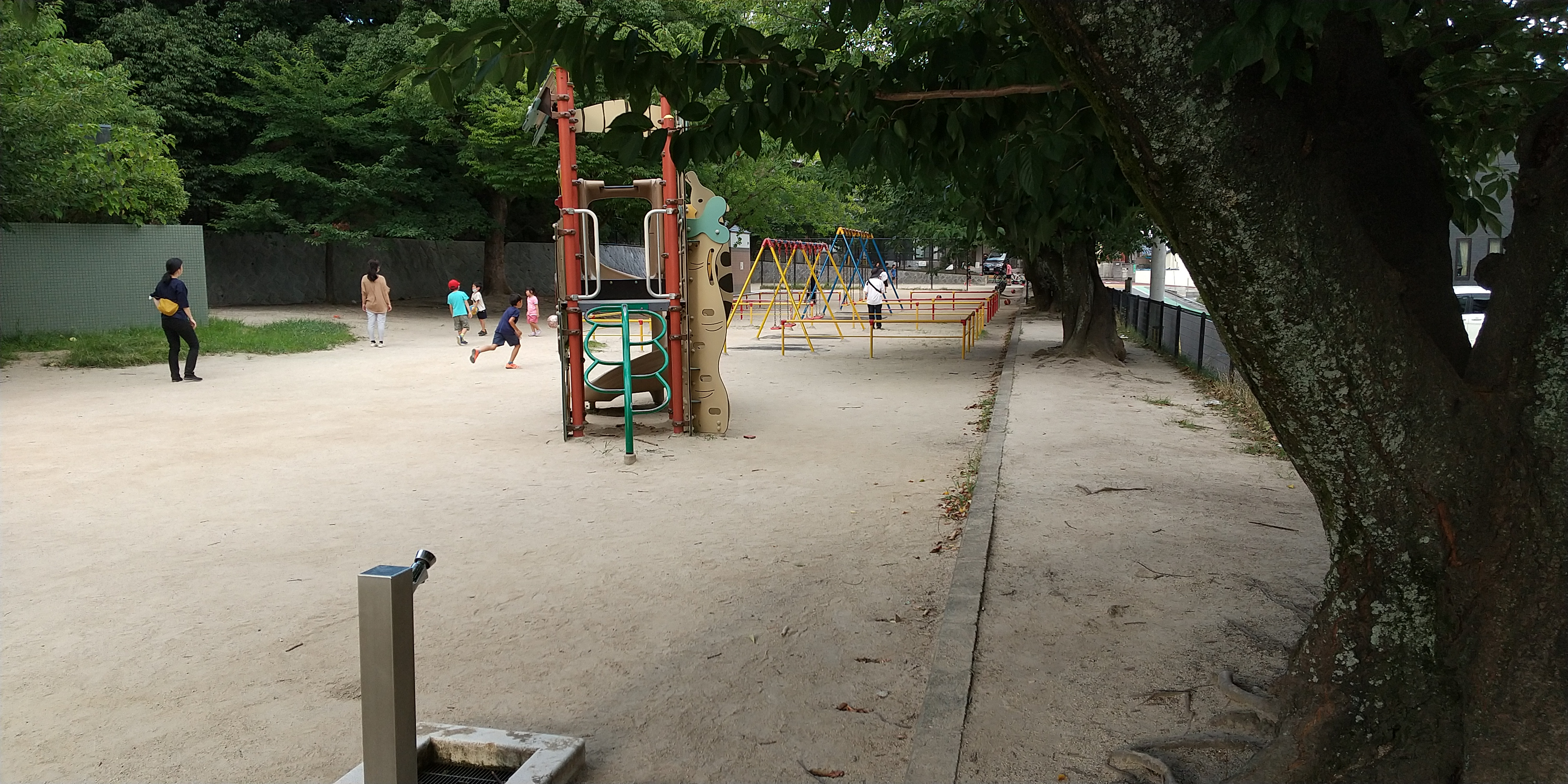
祖原公園の遊具広場
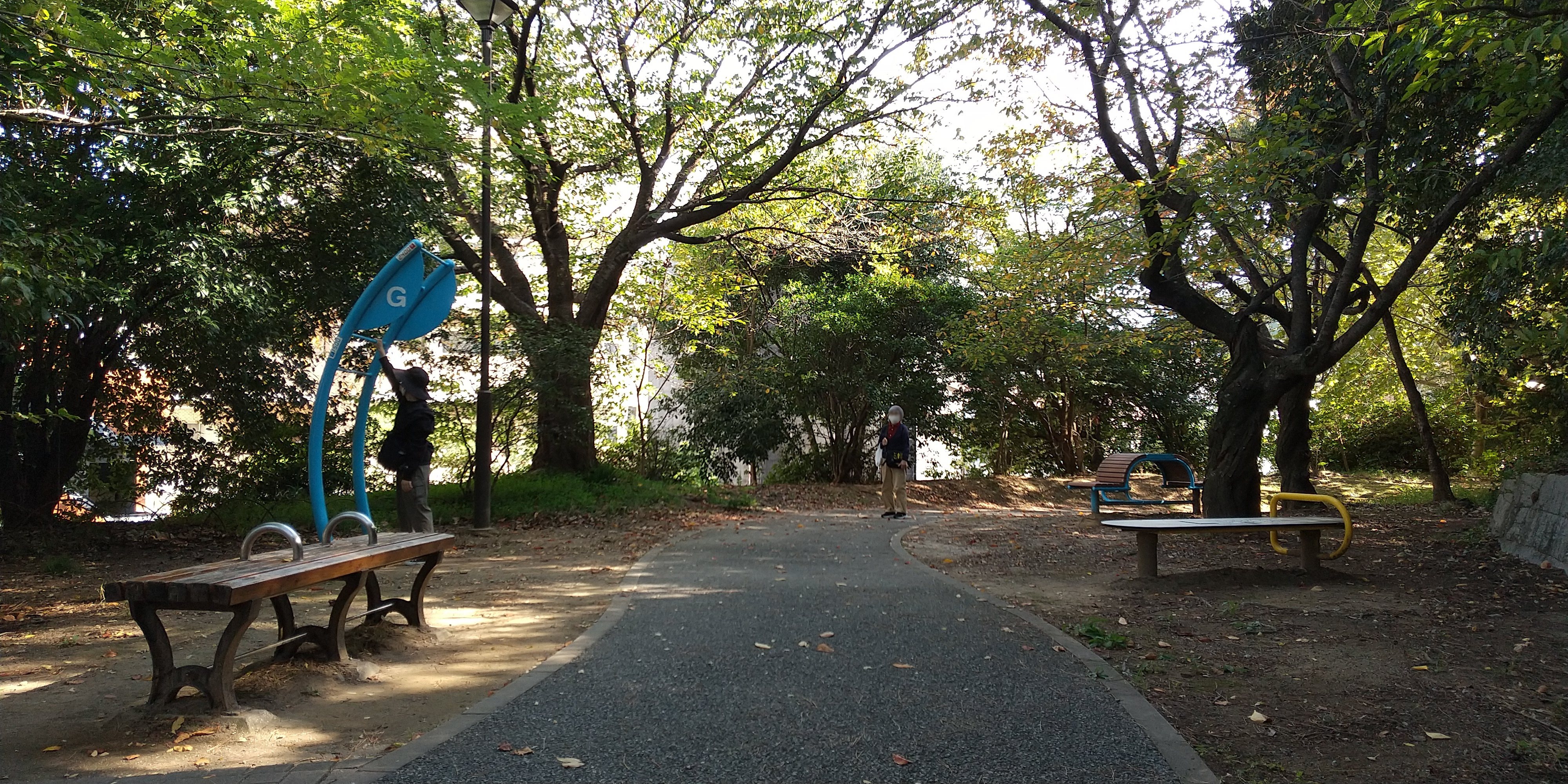
祖原公園の運動広場
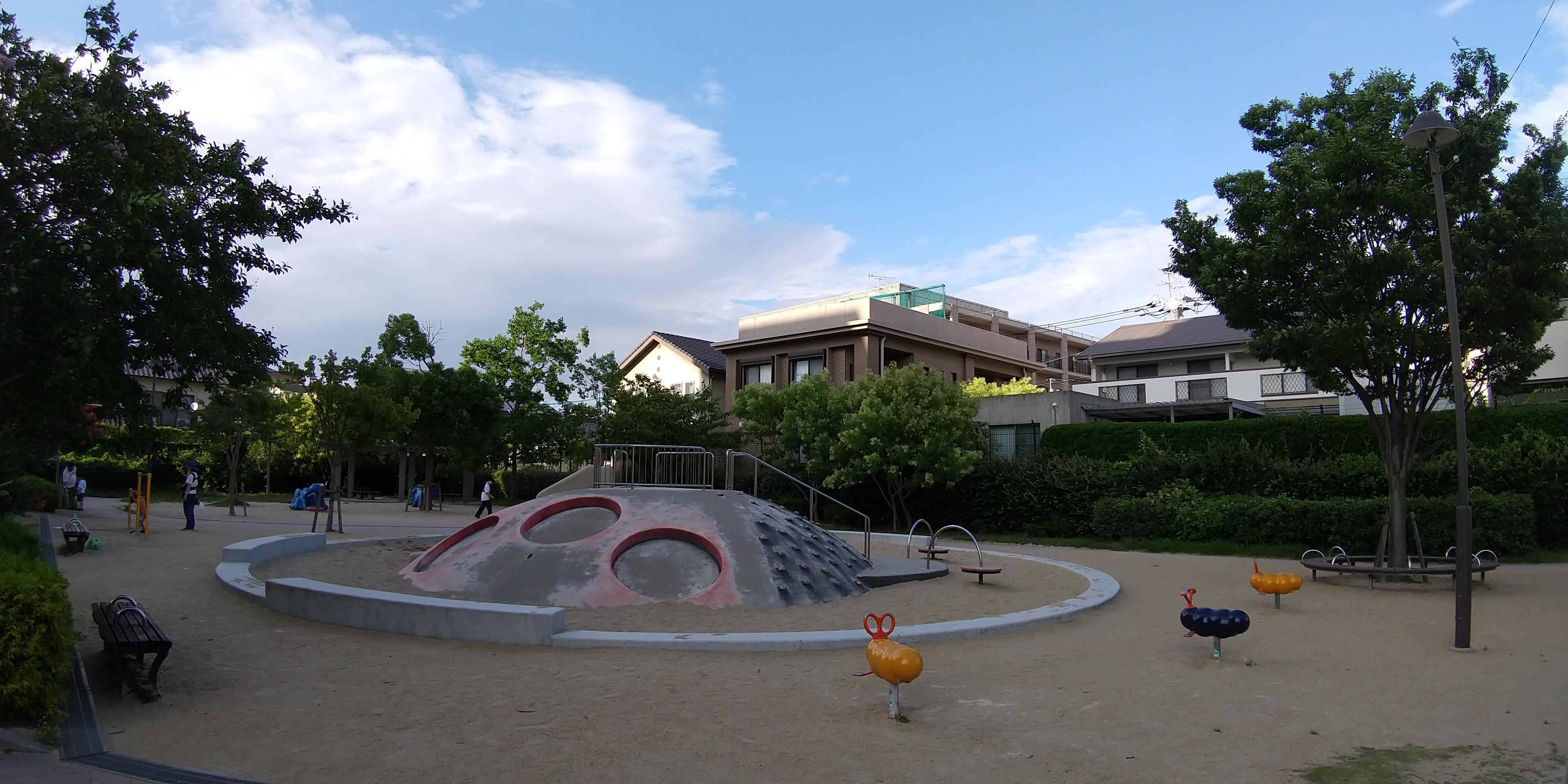
昭代南公園
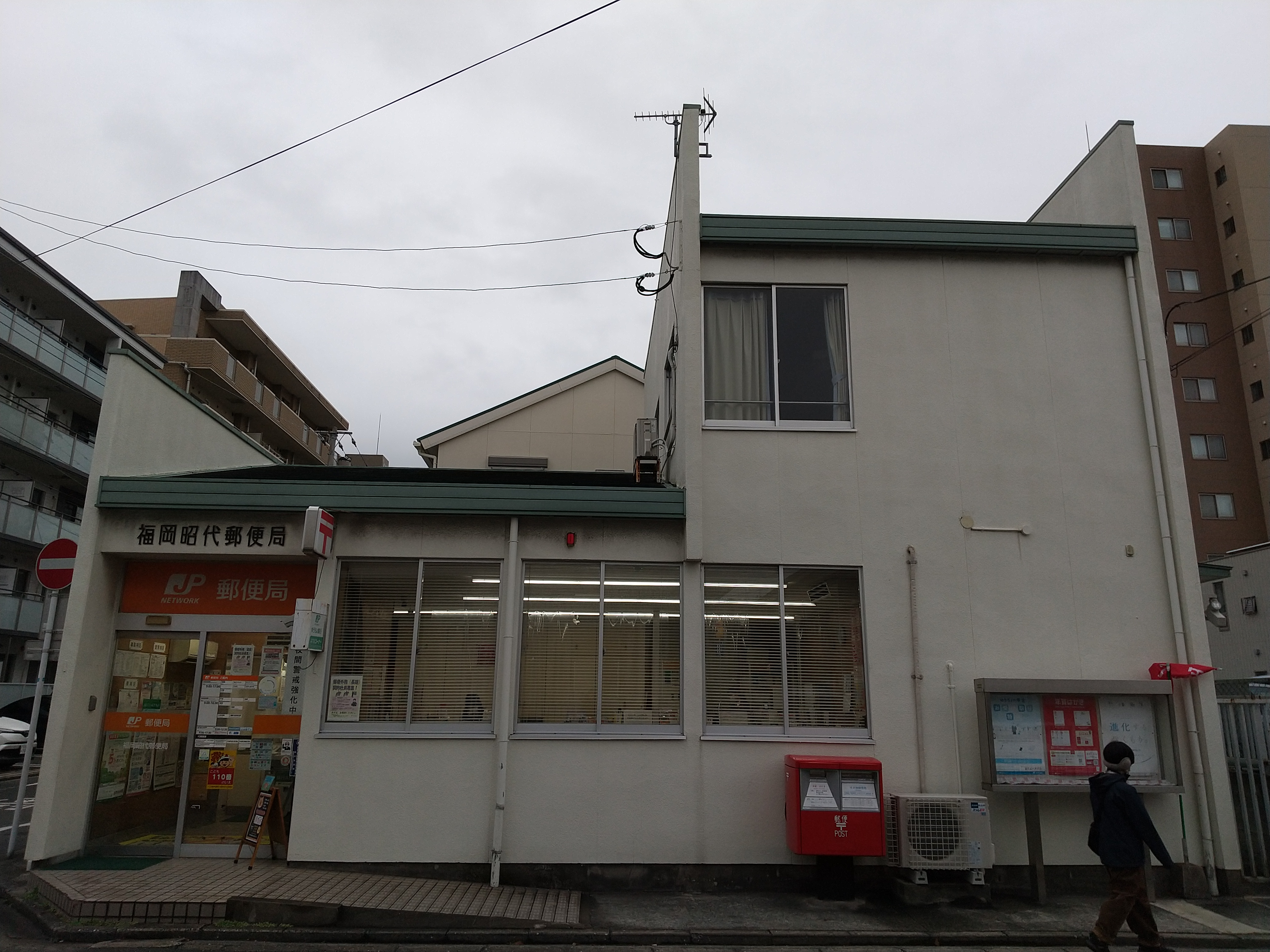
福岡昭代郵便局
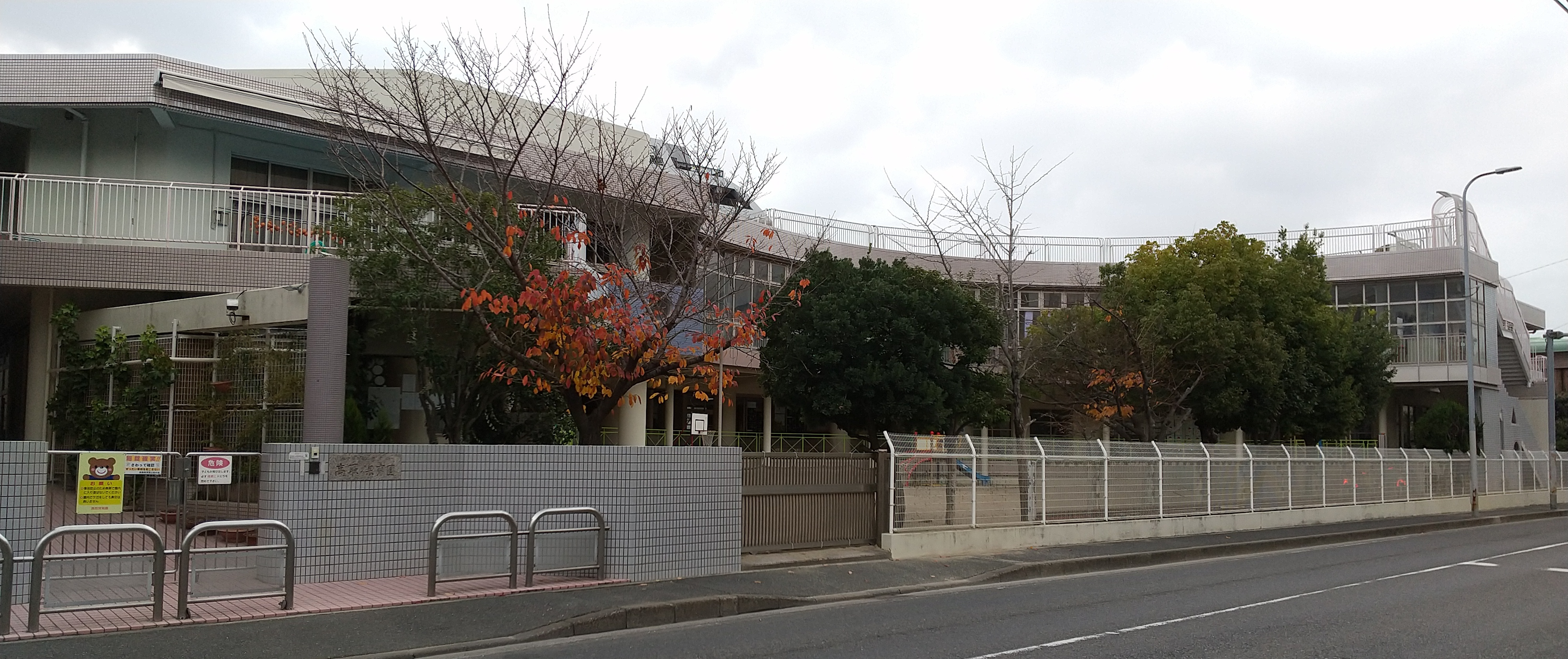
高取保育園
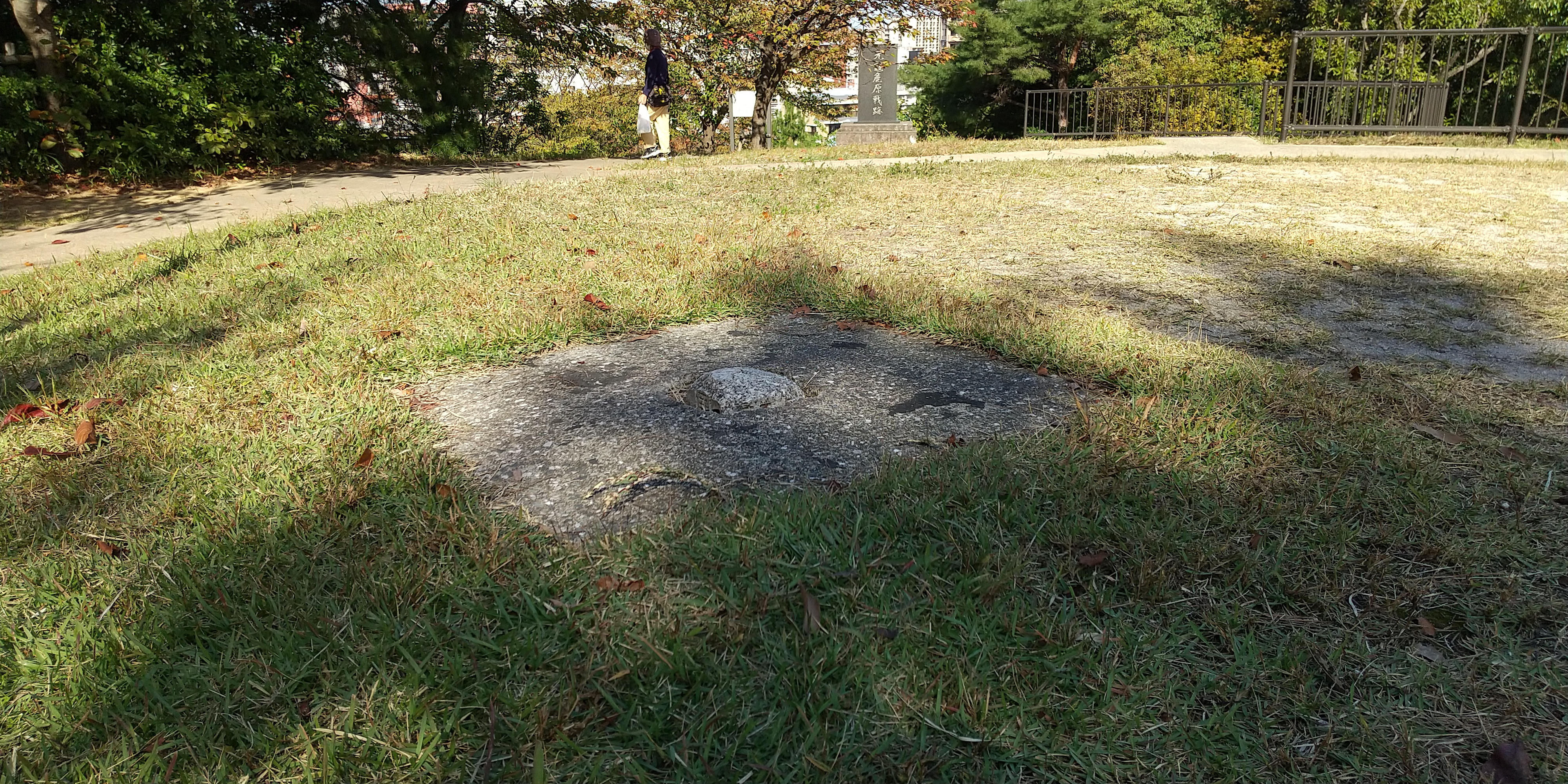
測量標（祖原公園内）

### 教育施設

#### 幼稚園
- 高取幼稚園（昭代二丁目8番33号）

#### 小学校
- 福岡市立高取小学校

#### 中学校
町内に中学校は存在しないが、校区については、次の学校の校区に属する。
- 高取中学校（原三丁目）

主な教育施設の写真
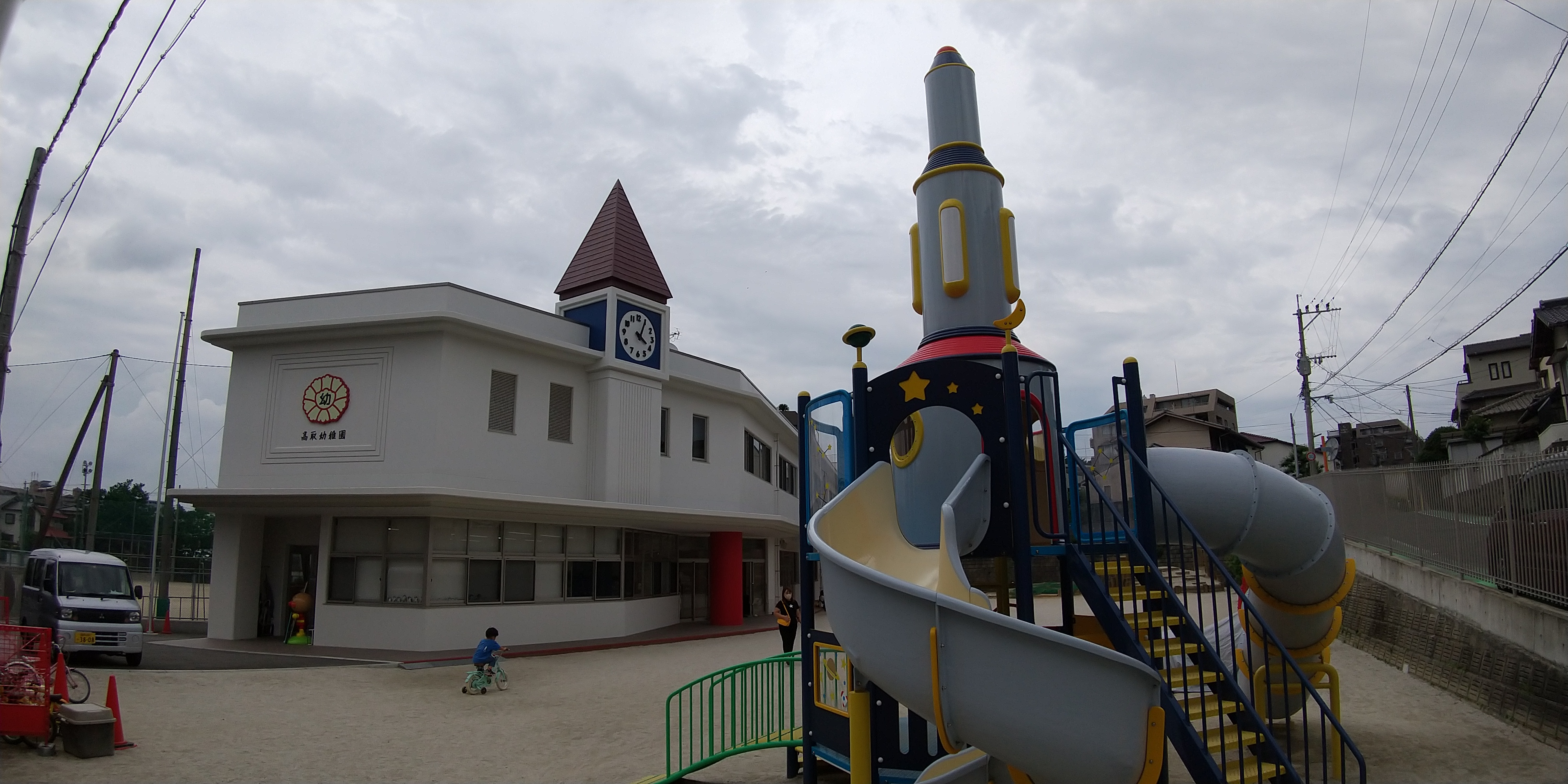
高取幼稚園
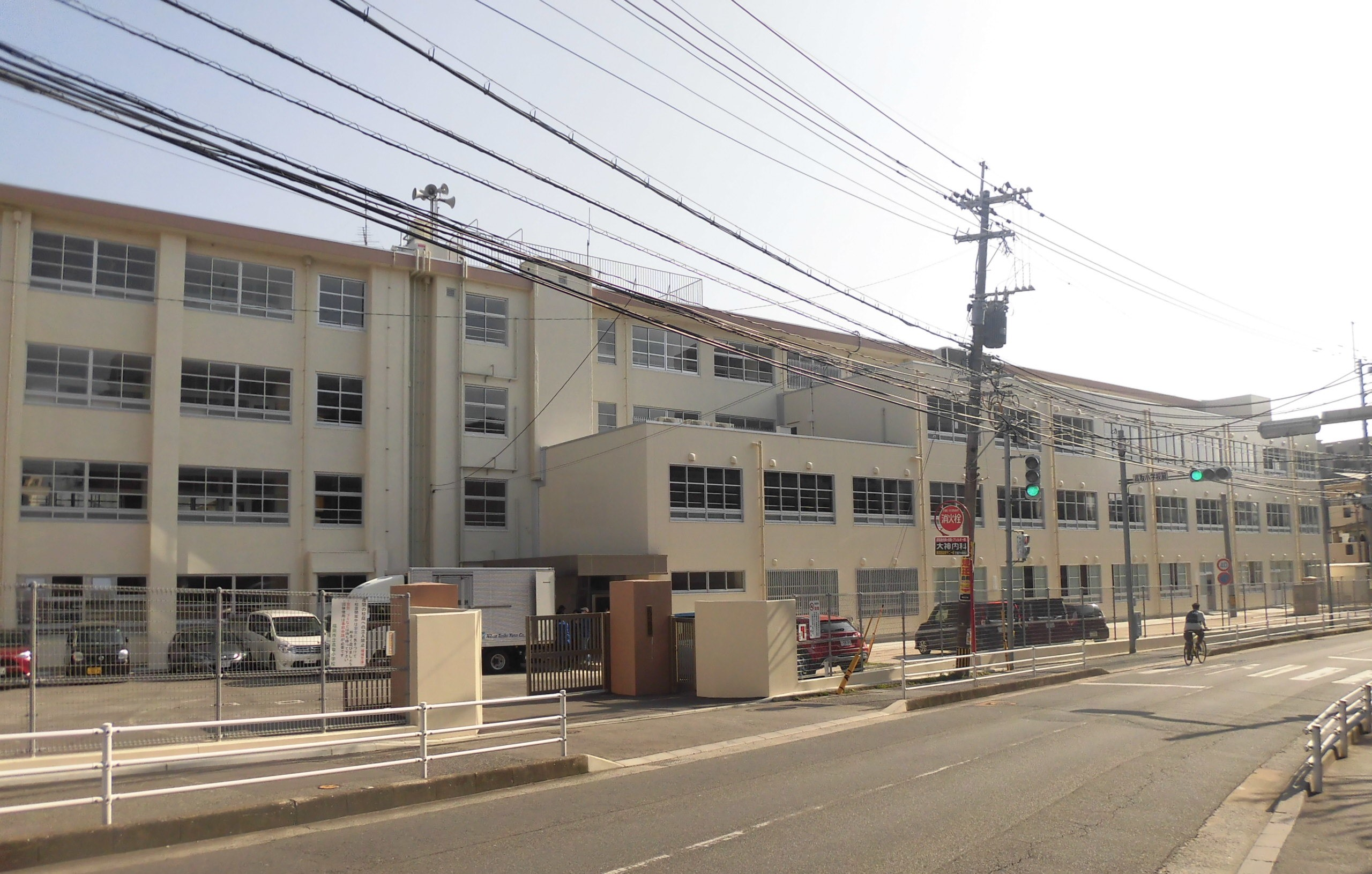
高取小学校

## 名所・旧跡
- 麁原元寇古戦場跡（祖原公園内[注釈 6][12]）
- 五穀豊穣石碑（祖原公園内[注釈 7]）

主な名所・旧跡の写真
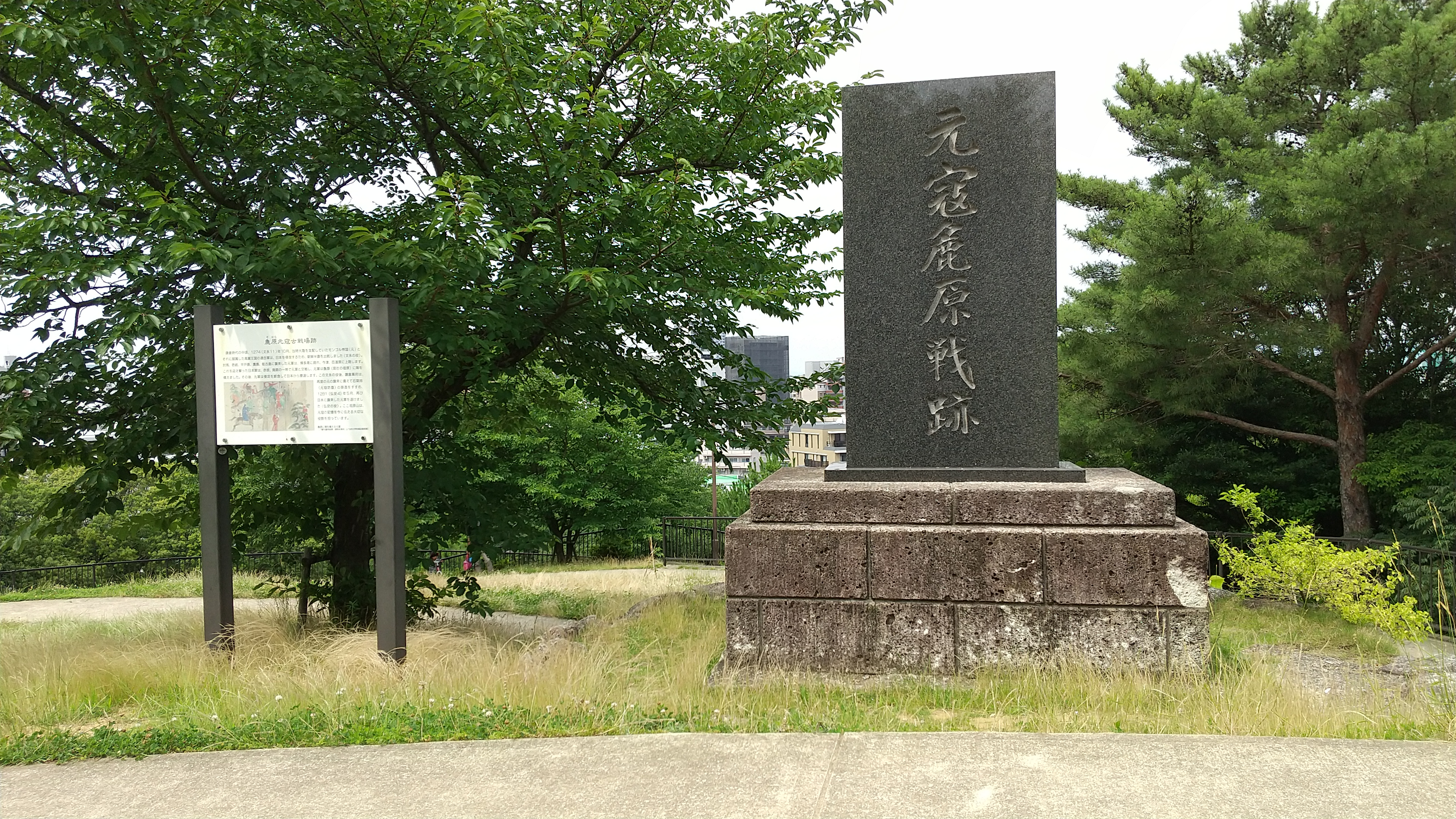
蘇原元寇古戦場跡
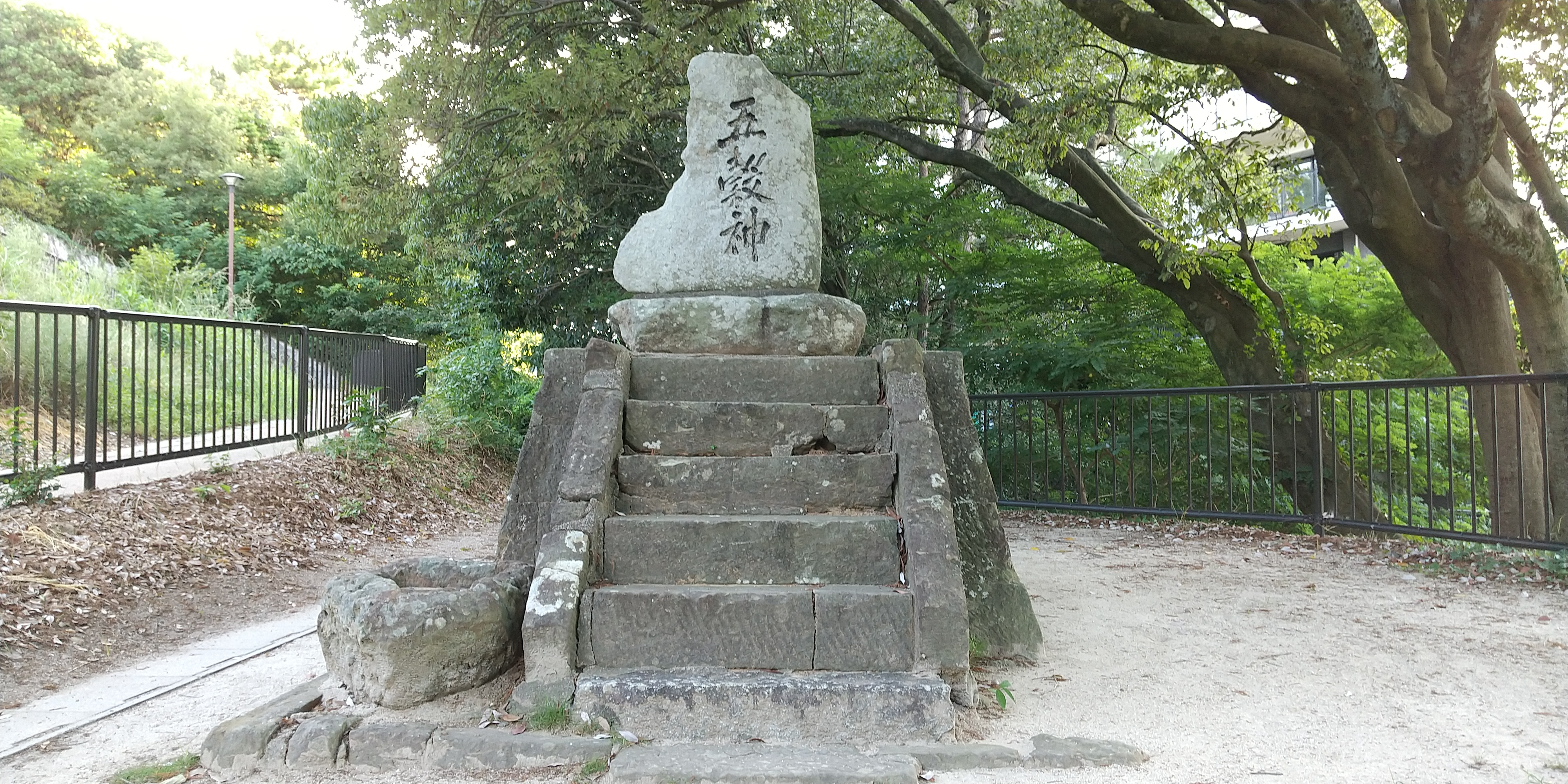
五穀豊穣石碑